# Chilorhinophis
Chilorhinophis — рід отруйних змій родини земляних гадюк (Atractaspididae). Представники цього роду мешкають в Африці на південь від Сахари.

## Види
Рід Chilorhinophis нараховує 2 види:
- Chilorhinophis butleri Werner, 1907
- Chilorhinophis gerardi (Boulenger, 1913)

## Етимологія
Наукова назва роду Chilorhinophis походить від сполучення слів дав.-гр. χειλος — губи, рот, ῥις — ніс, морда і οφις — змія.